# Ezequiel Linares
Joaquín Ezequiel Linares (Buenos Aires, 1927-San Miguel de Tucumán, 2001) fue un artista plástico argentino, integró y fundó el Grupo del Sur. Nacido en el barrio porteño de Barracas y falleció en San Miguel de Tucumán, ciudad en la que vivió y trabajó durante 35 de sus últimos 39 años. 
Realiza su primera muestra en el año 1956. En 1959 participa del Grupo del Sur, junto a artistas como Aníbal Carreño y Leo Vinci.
En 1962 se radica en la provincia de Tucumán, incorporándose al plantel de la Universidad Nacional de Tucumán como responsable de la sección pintura de su departamento de artes. Ayudó a formar varias generaciones de artistas del NOA. Su obra fue testimonio de su tiempo, con un lenguaje reflexivo, comprometido y con una paleta particular que destacó en la calidad de su discurso plástico.
Entre sus alumnos cuenta con Ksenia Milicevic.
En el año 1967 realizó su primera retrospectiva en el Museo Provincial de Bellas Artes Timoteo Navarro. Entre 1980 y 1984 vivió en Europa, retornando a Tucumán ese año para reasumir su cátedra.
Artista de trascendencia internacional, además de exponer en Tucumán, Salta y Santa Fe, expuso numerosas veces en salas de Brasil, Estados Unidos y Europa, y sus obras se encuentran en museos de diversos países. Fue miembro de la Fundación Miguel Lillo, y en 1992 recibió el Premio Konex a las Artes Visuales, en la disciplina Dibujo. Destaca el Gran Premio del Salón Nacional de Artes Plásticas en 1973 y en 1979.

## Biografía

### Primera etapa de su vida (1927 – 1960)
Nació en Buenos Aires el 4 de junio de 1927. Curso con el maestro Adolfo De Ferrari en la Escuela Superior de Bellas Artes de la Nación Ernesto de la Cárcova. Realizó su primera exposición individual en la Galería Plástica de Buenos Aires en el año 1956; en 1957 fundó e integró el Grupo del Sur, junto a los artistas Aníbal Carreño, Leo Vinci, Carlos Cañás, Mario Loza y René Morón. 
Becado por el Fondo Nacional de las Artes viajó a Europa en 1960. Recibió el Premio Ver y Estimar y Premio de la Fundación Di Tella en el Museo Nacional de Bellas Artes. Concurrió a salones nacionales y provinciales. Se halla representado en el Museo de Arte Moderno de Buenos Aires. Obtuvo numerosos premios tanto en Argentina como en Brasil.
En esta etapa de su trabajo su obra atravesó una breve experiencia abstracta en sus inicios, luego su producción plástica se sumergió en la tendencia figurativa: su obra se caracterizó por la fuerza del color, con un estilo que oscila entre la ironía y el drama, la belleza y la brutalidad.

### Radicación en Tucumán
En 1962 se radicó en Tucumán y se hace cargo de la Jefatura de la Sección Pintura del Departamento de Artes, como profesor titular con dedicación exclusiva, en la Universidad Nacional de Tucumán.
Linares dijo haber encontrado ahí su “destino de artista latinoamericano”. Además, fue miembro de la Fundación Miguel Lillo y en el año 1967 realizó su primera retrospectiva en el Museo Provincial de Bellas Artes Timoteo Navarro.
Aunque nació en Buenos Aires, eligió como destino vital a ese tumultuoso corazón cultural del Noroeste Argentino, imaginando y produciendo allí su obra sustantiva. La dimensión de su impulso creativo afianzó el prestigio del polo tucumano dentro del ámbito de las artes visuales latinoamericanas. La luz encendida por Lino Enea Spilimbergo y sus compañeros de ruta durante los años 40 y 50 era magníficamente renovada por un artista que unió la grandeza de su lenguaje a la fuerza de un discurso de inusual originalidad.
En 1971, la Universidad Nacional de Tucumán le otorga el año Sabático y reside en Europa. Recibió el Gran Premio de Pintura en el Salón Nacional de 1973. Participó de la X Bienal de San Pablo; en 1974 la Fundación Bienal de San Pablo adquirió una obra suya.

### Exilio

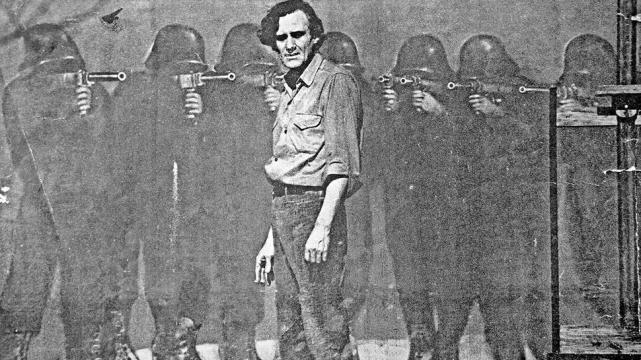
EZEQUIEL LINARES. Frente a su pintura "Fusilamiento".

Durante el Golpe de Estado en Argentina de 1976, fue perseguido y vigilado en su actividad académica. El Departamento de Artes Plásticas prohíbe la enseñanza con modelo vivo en los talleres, oponiéndose totalmente, por ello fue hostigado también en su vida privada. Se exilió en Madrid, España hasta 1984 donde enseñó pintura y se consagró como uno de los artistas latinoamericanos más importantes de la época.  
Aunque su conexión espiritual con América continuaba intacta, amarrado a sus sentimientos y fantasmas, desde allí nutría su imaginación. 
Radicado en España realizó dos grandes series “El exilio dorado” y “El exilio de Gardel”.
En 1982 recibió una invitación especial para participar en la Bienal de Venecia, ubicándose así en un sitio jerárquico dentro del selecto panorama de artistas latinoamericanos.

### Vuelta a la Argentina
Con la vuelta a la democracia, en 1984 retomó su cátedra en la Facultad de Artes de la Universidad Nacional de Tucumán por medio de concurso de antecedentes y oposición, cargo que ejerció hasta el día de su muerte. Desde el “Taller A” de Pintura, enseñó a varias generaciones de artistas que recuerdan hoy al maestro haciendo de la realidad un terreno de búsqueda, de diálogo y de contemplación melancólica.
En 1991 recibió el reconocimiento por su trayectoria artística del Consejo Cultural Mundial.
Joaquín Ezequiel Linares Falleció el 20 de abril de 2001 en San Miguel de Tucumán.

## Estilo y Obra
Su estilo estuvo inicialmente caracterizado por búsquedas abstractas, en las que se puede leer la influencia de Paul Klee; pasó de la abstracción a la figuración expresionista y barroca, del geometrismo místico a la imaginería popular, de lo que llamaba el “juego estético” al “desprecio por todo alarde pictórico”. Abandonaría, por último, la pintura concebida como “idioma universal” para reclamar la necesidad de crear un lenguaje propio que expresara conscientemente el mundo que lo rodeaba.
En la búsqueda de esa forma retornó a la “línea española” e insistió con una estética de “Velázquez transfigurado por Bacon”. Comenzó a surgir así una obra de gran fuerza y originalidad que lo destacaría dentro del panorama de las artes plásticas argentinas del siglo XX. Su primera expresión acabada sería su Serie del Virreinato del Río de la Plata.

### Grupo del Sur

Catálogo "Grupo del Sur" Cañás, Carreño, Linares, Loza M., Morón, Vinci

En 1957 funda e integra el "Grupo del Sur" con su taller ubicado en un vasto local de una manufactura del barrio Sur de Buenos Aires. Ezequiel Linares junto a los pintores Carlos Cañás, Aníbal Carreño, Mario Loza, Rene Morón y el escultor Leo Vinci integrantes de este grupo de artistas, fueron discípulos del maestro Adolfo de Ferrari en la Escuela Nacional de Bellas Artes “Prilidiano Pueyrredón” y en la Escuela Superior de Bellas Artes Ernesto de la Cárcova, a excepción de Rene Morón que solo cursó el ciclo preparatorio, estos artistas en 1959 realizaron su primera exposición en una galería de la calle Florida. Su pintura antes de su agrupamiento, se caracterizó por un figurativismo, dada la formación favorecida por su maestro, de muy libre transfiguración de las formas y de acentuación muy elaborada de los valores expresivos del color y de la materia. Estas particularidades comunes al grupo gravitaron en su derivación posterior hacia las proximidades del informalismo, movimiento en que la materia es de decisiva importancia como elemento expresivo. Cuando en 1959 el grupo realizó su primera exposición, relucían sus indudables singularidades incuestionablemente definidas. La materia pictórica, elaborada y resuelta en superficies y texturas sumamente expresivas, asume una función protagónica en sus cuadros. Pero dos particularidades establecen caracteres diferenciales con la ortodoxia informalista: La primera consiste en que ninguno de los cinco pintores acudió, en procura de la expresividad, a otro procedimiento que la utilización del óleo; y la segunda se vincula con el color, sin renunciar a las tintas pigmentadas y a la búsqueda, a veces, de oposiciones de alguna vibración, otras veces a su ordenación en armonías de sensible delicadeza. Todo esto, dentro de particularidades perfectamente personales, que se manifiestan a través del espíritu que anima sus obras, sutil y refinada en unos, intenso y vigoroso en otros, de las imágenes, desde luego figurativas en todos, y de las gamas predilectas de cada uno.
Disuelto el grupo, luego de algunos años de trabajo y exposiciones en común, cada artista asumió su rumbo personal. Joaquín Ezequiel Linares, análogamente, realizó en sus etapas más recientes cuadros ubicables, así mismo, en un tipo muy personal de neo figuración.
Poema de Ezequiel Linares para el Catálogo de la Muestra “Grupo del Sur” en el Museo de Arte Moderno, Buenos Aires, Argentina, 1959.

“Poema cósmico”
Movimiento
Creador de las esferas.

Si un momento

-un latido de tiempo- no existieras,

todo, como en un sueño, se hundiría

sin forma ni sentido ni armonía.

Universo.

Unimismo

(y su eterno retorno eterno verso).

Tu superficie idéntica a tu abismo.

Querer ser de las cosas: movimiento.

Tu eternidad igual a tu momento.
Joaquín Linares.

### Series
Entre sus series más destacadas se encuentran:
- 1960: “La montaña mágica”
- 1962 – 1967: “Virreinato del Rio de la Plata”
- 1964 – 1968: “Serie Decorativa” o serie de “Los soles”
- 1966 – 1983: “La larga noche de los generales”
- 1967 – 1988: “Circo”, “Los de Turno” y “¡Oh América Latina!”
- 1971 – 1979: “Neo-Virreinato”, “América insólita”, “Neo-circo”
- 1972 – 1979: “Las casas de la Turca”
- 1973 – 1982: “Jardín de la República”
- 1975 – 1982: “Tango”
- 1976: “El exilio dorado” y “El exilio de Gardel”.

### Exposiciones
Exposiciones Colectivas
- 1957. III Bienal Internaciones de San Pablo, Brasil.
- 1959. “Grupo del Sur” Galería Peuser, Buenos Aires, Argentina.
- 1960. “150 años de Arte Argentino” Museo Nacional de Bellas Artes, Buenos Aires, Argentina; Museo de Artes Plásticas “Eduardo Sívori”, Buenos Aires, Argentina; Museo de Arte Moderno, Río de Janeiro, Brasil.
- 1961. II Bienal de Arte Moderno, París, Francia.
- 1971. X Bienal Internacional de San Pablo, Brasil; Camden Arts Centre, Londres, Reino Unido.
- 1984. Galería Kreisler, Madrid, España.
- 1985. FECOR, Complejo Ferial Córdoba, Córdoba, Argentina.

Exposiciones Individuales
- 1956/1958. GaleríaPlástica, Buenos Aires, Argentina.
- 1958. GaleríaVelázquez, Buenos Aires, Argentina; Asociación Estímulo de Bellas Artes, Buenos Aires, Argentina.
- 1691. Museo de Arte Moderno, Río de Janeiro, Brasil; Museo de Arte Contemporáneo, San Pablo, Brasil.
- 1962. Galería Nueva, Buenos Aires, Argentina.
- 1962/1988. GaleríaRubbers, Buenos Aires, Argentina.
- 1963/1964. GaleríaDipielGoré, San Miguel de Tucumán, Argentina.
- 1966. “El Virreinato del Rio de la Plata”, Galería Proar, Buenos Aires, Argentina.
- 1967/1969/1972/195/2010. Museo Provincial de Bellas Artes “Timoteo Navarro”, San Miguel de Tucumán, Argentina.
- 1970/2010-2011. Museo Provincial de Bellas Artes “Emilio Caraffa”, Córdoba, Argentina.
- 1971. GaleríaEsmeralde 6, París, Francia.
- 1974. Museo Provincial de Bellas Artes “Rosa Galisteo de Rodríguez”, Santa Fe, Argentina.
- 1974/1985/2009-2010. Museo de Artes Plásticas “Eduardo Sívori”, Buenos Aires, Argentina.
- 1975/1979. GaleríaMetropol, San Miguel de Tucumán, Argentina.
- 1976,1980. Galería Ruth Benzacar, Buenos Aires, Argentina.
- 1977- “El Neovirreinato” VíctorNajmías Art Gallery Internacional, Buenos Aires, Argentina.
- 1982. AlpehSpaziod’Arte, Milán, Italia; Galería La NuovaPapessa, Roma, Italia; Museo d’ArteModerna di Ca’ Pesaro, Venecia, Italia; Sala de Exposiciones del Parque del Retiro, Madrid, España.
- 1987. Museo Municipal de Arte Decorativo “Firma y OdilioEstévez”. Rosario, Argentina.
- 1990. Centro Cultural “Dr. Alberto Rougés”, San Miguel de Tucumán, Argentina; Galería Van Eyck, Buenos Aires, Argentina.
- 2010. Museo Provincial de Bellas Artes, Salta, Argentina; Culturarte, San Salvador de Jujuy, Argentina.

## Premios y Distinciones
A lo largo de su fecunda trayectoria artística, Linares obtuvo numerosas distinciones, entre las que se destacan: 
- 1958. Tercer premio Salón Manuel Belgrano, Museo Sívori, Buenos Aires, Argentina.
- 1959. Primer Premio I Salón de Arte Moderno, Museo Nacional de Bellas Artes, Buenos Aires, Argentina.
- 1966: 1° Premio LV Salón Nacional de Artes Plásticas; Buenos Aires, Argentina.
- 1970: Gran Premio del Departamento de Artes, UNT; San Miguel de Tucumán, Argentina; Primer Premio Salón de Artes ATEP, San Miguel de Tucumán, Argentina.
- 1971: 1º Premio Adquisición XVI Salón De Tucumán Para El Ámbito Nacional – Sección Pintura. San Miguel de Tucumán, Argentina; Primer Premio Salón del NOA, San Fernando del Valle de Catamarca, Argentina.
- 1972. Gran Premio I Salón Artistas Visuales del Interior, Buenos Aires, Argentina; Adquisición Fundación Bienal Internacional de San Pablo, Brasil.
- 1973: Gran Premio en el LXII Salón Nacional de Artes Plásticas, Bs. As.,
- 1979: Gran Premio de Honor en el Salón Nacional de Rosario.
- 1981. Premio del Jurado Salón de la Industria, Madrid, España.
- 1988. Es designado Miembro Honorario de la Fundación Miguel Lillo, San Miguel de Tucumán, Argentina.
- 1992: Diploma al Mérito – Dibujo – Premio Konex; Buenos Aires, Argentina
- 1993. Gran Premio de Honor Salón Nacional de Santa Fe, Argentina.

## Críticas
Las pinturas de Linares, han superado el antagonismo de "popular y lo culto"; no son una pintura para élites sino directas, naturales; muestran de inmediato su contacto con el mundo interno del realizador y las solicitaciones históricas, sociales, económicas y lingüísticas que lo presionan del exterior...Su creación pasa a ser una organización de imágenes, ya que la tela se transforma en un instrumento, en la operación de comprender. El organiza su reflexión, internalizando la presencia concreta del objeto real que ve y siente. No es una verdad objetiva, es su versión de lo real que selecciona lo que puede aprehender del universo que lo rodea y lo angustia.
Jorge Glusberg: Prólogo para catálogo de la muestra en la Galería Bonino, Bs.As. 1970

Desde que se inició la neofiguración en nuestro país también dio comienzo al interés por lo social...Es decir, la connotación política e histórica, un escudriñar en el entorno ciudadano y de igual modo en el hombre mismo como un ser integral inmerso en una civilización conflictuada...En esta nueva etapa se vale de una figuración impactante: nos arroja imágenes como quién pone las cartas sobre la mesa, mostrando su juego. Y así vemos como estampados sus personajes... donde se destaca la calidad de su discurso plástico. Su pintura es directa, sin galimatías ni rodeos preciosistas, pero tampoco deja de valerse de un color atrayente y si es necesario hasta decorativo cuando recurre a los dorado y plateados.
Hernández Rosselot, Crítico de Arte. Diario La Razón, 1970.

En un lenguaje figurativo, el plástico es traductor al más alto nivel, de las concretas pesadillas que rodean al hombre contemporáneo... Poseedor de una técnica y oficios excepcionales, sus trabajos confunden, mezclan o combinan registros pictóricos con la sequedad e impacto del afiche o de la estampa de acento popular.
Hugo Monzón, crítico de Arte. Diario La Opinión, 1972.

Linares es un pintor argentino, que desde hace varios años reside en Tucumán y desde allí plasma interrumpidamente una singular galería de personajes que recorren opuestas latitudes...Los hay de índole diversa, que obedecen a motivaciones opuestas. Pero, sin embargo, los une a todos un mismo e invisible hilo de crítica mordaz, dolorosa nostalgia, de ácida alegoría. Si bien el tema de cada una de estas pinturas pareciera centralizar cada una de las series, su autor (con una admirable capacidad) logra darle a cada una un nuevo camino de derivación expresiva, otra interpretación que se suma a las anteriores para reforzarlas, otra altura para el vuelo de la imaginación...Los personajes de Linares tienen vida propia y dentro de un "cierto sentido narrativo", hacen vivir al contemplador algunas de sus posibles situaciones. La fuerza plástica de este argentino hace que las secuencias no decaigan y así cada nueva pintura de la misma serie no hace sino enriquecerla en el sentido que la misma persigue.
Taverna Irigoyen, Diario El Litoral de Santa Fe, 1974.